# White Tower Hamburgers
O White Tower Hamburgers era uma cadeia de restaurantes de fast food fundada em 1926 em Milwaukee, Wisconsin. Com os seus edifícios brancos semelhantes a fortalezas e o seu menu, é considerada uma imitadora da cadeia White Castle, fundada em 1921. A cadeia foi bem sucedida e expandiu-se para outras cidades, incluindo Chicago, Indianápolis, Cleveland, Dayton, Detroit, Filadélfia, Pittsburgh, Baltimore, Nova Iorque, Albany, Boston, Richmond, e até Sarasota. Durante a Grande Depressão, a White Tower vendia hambúrgueres por cinco centavos. A brancura do restaurante destinava-se, entre outras coisas, a evocar a noção de condições higiênicas, e a cadeia tinha pessoal vestido de enfermeira, apelidado de “Towerettes”, para ajudar a defender este argumento.
No seu auge, na década de 1950, havia 230 locais da White Tower. A cadeia começou um lento declínio. O último local, em Toledo, Ohio, fechou as suas portas permanentemente em abril de 2022 devido a um incêndio.

## História
John E. Saxe e Thomas E. Saxe fundaram a White Tower Hamburgers depois de investigarem vários locais da White Castle, observarem as operações e contratarem um operador da White Castle. O primeiro local abriu perto da Universidade Marquette em Milwaukee, Wisconsin. No final de 1927, existiam seis locais em Milwaukee e Racine, Wisconsin. Em 1929, a White Tower tinha 30 estabelecimentos só em Detroit. Apesar da Depressão, a White Tower expandiu-se para 130 locais. A White Tower colocou muitos dos seus restaurantes perto de paragens de trens e bondes.

### Processo judicial
Em 1929, a White Castle processou a White Tower no Minnesota por concorrência desleal e a White Tower contra-atacou no Michigan, uma vez que a White Tower tinha chegado primeiro ao Michigan. O caso do Minnesota terminou em 1930 a favor da White Castle, obrigando a White Tower a pôr termo à utilização de designs de edifícios, slogans e nomes semelhantes, juntamente com uma sentença de US$ 82.000. O caso do Michigan arrastou-se até 1934, revelando a contratação de um operador de um local da White Castle e fotografando o mais recente White Castle para manter o design. O Tribunal de Apelação dos Estados Unidos para o Sexto Circuito confirmou mais tarde as decisões do tribunal de primeira instância de que tinham copiado a White Castle deliberadamente. A White Castle absteve-se de forçar uma mudança de nome para White Tower, mas exigiu que os novos locais pagassem uma taxa de direitos de autor e enviassem fotografias dos locais. Tendo de mudar o seu visual, a White Tower começou por utilizar um design art déco e depois modernista. Em termos territoriais, a White Tower e a White Castle mantiveram-se afastadas uma da outra a partir de então.

### Pico e declínio
Em 1941, a White Tower Management Corporation mudou a sua sede para Six Suburban Ave, Stamford, Connecticut. No seu auge, em meados da década de 1950, a cadeia tinha 230 lojas em vários estados. Testou o restaurante automatizado “Tower-O-Matic” nas décadas de 1950 e 60 com pouco sucesso. Também tentou um restaurante com mesa chamado Marbett's. Muitos restaurantes suburbanos da White Tower mais tarde apresentavam serviço de passeio com saltos de carro.
Brock Saxe assumiu o cargo de presidente da White Tower Management Corporation em 1970, substituindo o seu pai, T. E. Saxe, quando este se reformou. Brock mudou o nome da White Tower Corporation para Tombrock Corporation no 50º aniversário da empresa, uma vez que também possui uma cadeia de churrascarias chamada Brock's. Com a migração das pessoas para os subúrbios e a maioria das localizações da White Tower na cidade, em 1979 apenas restavam 80 localizações propriedade da Tombrock Corporation. A Tombrock Corporation passou a franquear o Burger King e o Golden Skillet Chicken. Atualmente, a Tombrock Corporation, tendo abandonado o negócio dos restaurantes como operador, é uma empresa de investimento e gestão imobiliária sediada em New Canaan, Connecticut. A marca registada da empresa expirou em 2005.